# Нодати Дзигэн-рю
Нодати Дзигэн-рю (яп. 野太刀自顕流), также известная как Якумару Дзигэн-рю — древняя школа кэндзюцу, крупнейшее ответвление стиля Дзигэн-рю, классическое боевое искусство Японии, основанное мастером по имени Якумару Канэтака.

## История
Школа Нодати Дзигэн-рю является крупнейшим ответвлением стиля Дзигэн-рю, который практиковался внутри клана Сацума из одноимённого княжества. Она образовалась благодаря мастеру по имени Якумару Канэтака (яп. 薬丸兼武), модифицировавшего техники оригинальной школы.
Канэтака обучался под руководством 3-о наследника семьи Того. Объединив семейные техники фехтования при помощи нодати и знания, полученные им в школе Дзигэн-рю, он создал собственную систему, назвав её Якумару Дзигэн-рю (яп. 薬丸自顕流). Также использовался вариант Нодати Дзигэн-рю.
Стиль, как и его прародитель, известен своей агрессивностью и использованием мощного киай.
По состоянию на 2010 год школа входит в состав организации Нихон Кобудо Кёкай, а её текущим главой является Морияма Киётака (яп. 森山 清隆).

## Программа обучения
Технический арсенал школы состоит из:
- Цудзукэ-ути (яп. 続け打ち);
- Какари (яп. 掛り) — атакующие техники;
- Нуки (яп. 抜き) — баттодзюцу;
- Нага бо (яп. 長棒) — техники с бо;
- Ути-мавари (яп. 打廻り) — удары с разворотом корпуса;
- Яридомэ (яп. 槍止め) — техники меча против копья;
- Кодати (яп. 小太刀) — работа с кодати;

## Известные последователи
Известные практиканты школы Нодати Дзигэн-рю:
- Сайго Цугумити (1843—1902) — политик и военный периода Мэйдзи, адмирал флота, маршал Японской Империи;
- Кирино Тосиаки (яп. 桐野 利秋, 1838—1877) — самурай, генерал Императорской армии Японии;
- Сибаяма Яхати (яп. 柴山 矢八, 1850—1927) — адмирал Императорского флота Японии;
- Такасима Токоносукэ (яп. 高島 鞆之助, 1844—1916) — генерал ранней Императорской армии Японии;
- Того Хэйхатиро (1848—1934) — японский военно-морской деятель, адмирал флота и маршал Японской империи;
- Нарахара Сигэру (яп. 奈良原 繁, 1834—1918) — политик периода Мйэдзи, самурай княжества Сацума;
- Нирэ Кагэнори (яп. 仁礼 景範, 1831—1900) — адмирал Императорского флота Японии, министр Флота;
- Идзити Масахару (яп. 伊地知 正治, 1828—1886) — командир Императорской армии Японии в битве за замок Уцуномия;
- Ояма Цунаёси (яп. 大山 綱良, 1825—1877) — самурай, политик;
- Каиэда Нобуёси (яп. 海江田 信義, 1832—1906) — самурай, мастер боевых искусств из клана Сацума;
- Нодзу Митицура (1840—1908) — японский маршал.